# Елизарово (деревня, Москва)
Елиза́рово — деревня в Троицком административном округе города Москвы в Филимонковском районе. До 1 июля 2012 года деревня входила в состав Наро-Фоминского района Московской области.

## Население
| 1859 | 1890 | 1899 | 1926 | 2002 | 2006 | 2010 |
| ---- | ---- | ---- | ---- | ---- | ---- | ---- |
| 310  | ↗347 | ↗352 | ↗416 | ↘43  | ↘28  | ↗48  |

## География
Расположена в северной части Троицкого административного округа, примерно в 9 км к западу от центра города Троицка. В деревне 2 улицы — Совхозная и Соловьиная, приписаны садоводческое товарищество и дачно-строительный кооператив.
Ближайшие к Елизарово населённые пункты — деревни Каменка, Милюково и Бараново. Рядом находятся коттеджные посёлки Чистые пруды и Елизарово-Парк.

## История
В «Списке населённых мест» 1862 года — казённая деревня 1-го стана Подольского уезда Московской губернии, по правую сторону старокалужского тракта, в 25 верстах от уездного города и 20 верстах от становой квартиры, при речке Чернавке, с 48 дворами и 310 жителями (132 мужчины, 178 женщин).
По данным на 1899 год — деревня Десенской волости Подольского уезда с 352 жителями.
В 1913 году — 65 дворов и земское училище.
По материалам Всесоюзной переписи населения 1926 года — центр Елизаровского сельсовета Десенской волости Подольского уезда в 8,5 км от Калужского шоссе и 7,5 км от станции Апрелевка Киево-Воронежской железной дороги, проживало 416 жителей (211 мужчин, 205 женщин), насчитывалось 79 хозяйств, из которых 78 крестьянских.
1929—1946 гг. — населённый пункт в составе Красно-Пахорского района Московской области.
1946—1957 гг. — в составе Калининского района Московской области.
1957—1960 гг. — в составе Ленинского района Московской области.
1960—1963, 1965—2012 гг. — в составе Наро-Фоминского района Московской области.
1963—1965 гг. — в составе Звенигородского укрупнённого сельского района Московской области.

## Достопримечательности
В начале 2000-х в деревне Елизарово возведена церковь-часовня Иконы Божией Матери Смоленская.

Церковь-часовня в Елизарово

Окрестности деревни Елизарово

В деревне была артель и школа.